# Farmington (Maine)
Farmington település az Amerikai Egyesült Államok Maine államában, Franklin megyében, melynek megyeszékhelye is. Lakosainak száma 7592 fő (2020. április 1.).

## Népesség
A település népességének változása:

| 2010 | 7 760 |
| 2020 | 7 592 |